# Braunerde
Die Braunerde (Abk. der deutschen Bodensystematik: BB) ist ein häufig vorkommender Bodentyp des gemäßigt humiden Klimas mit der Horizontabfolge Ah/Bv/C (Anreicherung von Humus < 30 Masse-%/Eisenoxidation, Mineralneubildung/wenig oder gar nicht verwitterter loser oder fester mineralischer Untergrund). Typprägende Prozesse sind die Verbraunung und Verlehmung auch im Unterboden mit Bildung eines Bv-Horizonts. Braunerden entwickeln sich überwiegend aus silikatischem, kalkfreiem oder kalkarmem Ausgangsgestein.

## Eigenschaften und Nutzung
Braunerden entstehen aus Ah/C-Böden, wie Rankern, Regosolen, Rendzinen und Pararendzinen durch fortschreitende Bodenentwicklung. Je nach Ausgangsgestein unterscheiden sich Braunerden stark in ihren Eigenschaften. Braunerden aus Lockergesteinen wie z. B. Geschiebelehm weisen meist eine mittlere Basensättigung und eine mittlere bis hohe nutzbare Feldkapazität (Wasserspeichervermögen) auf und werden oft ackerbaulich genutzt. Der Prozess der Verbraunung und die dadurch entstehenden Böden mit verbrauntem Bv-Horizont sind für Mitteleuropa typisch. Braunerden und Braunerde-Übergangssubtypen sind in Deutschland sehr weit verbreitet.
Die Eigenschaften und damit auch die landwirtschaftliche Nutzung hängen stark vom Ausgangsmaterial der Bodenbildung ab. Das trifft besonders auf die Porenverteilung sowie den Wasser- und Lufthaushalt zu. Grundsätzlich lassen sich Braunerden leicht bearbeiten und haben einen pH-Wert im mäßig bis stark sauren Bereich. Auf steinfreien und tiefgründigeren Braunerden wird üblicherweise Ackerbau betrieben, auf schlechteren, dann oft staunassen Braunerden Grünlandwirtschaft. Braunerden auf silikatischem Festgestein an den Hängen der Mittelgebirge sind meist flachgründig bei hohem Grobbodenanteil, geringer Nährstoffversorgung und nutzbarer Feldkapazität. Sie werden meist forstwirtschaftlich genutzt.

Als natürliche Vegetation würde sich unter dem vorherrschenden Klima in Mitteleuropa ein Mischwald aus Rotbuche mit Eiche und anderen Arten wie Fichte, Hainbuche, Esche und Winterlinde einstellen.

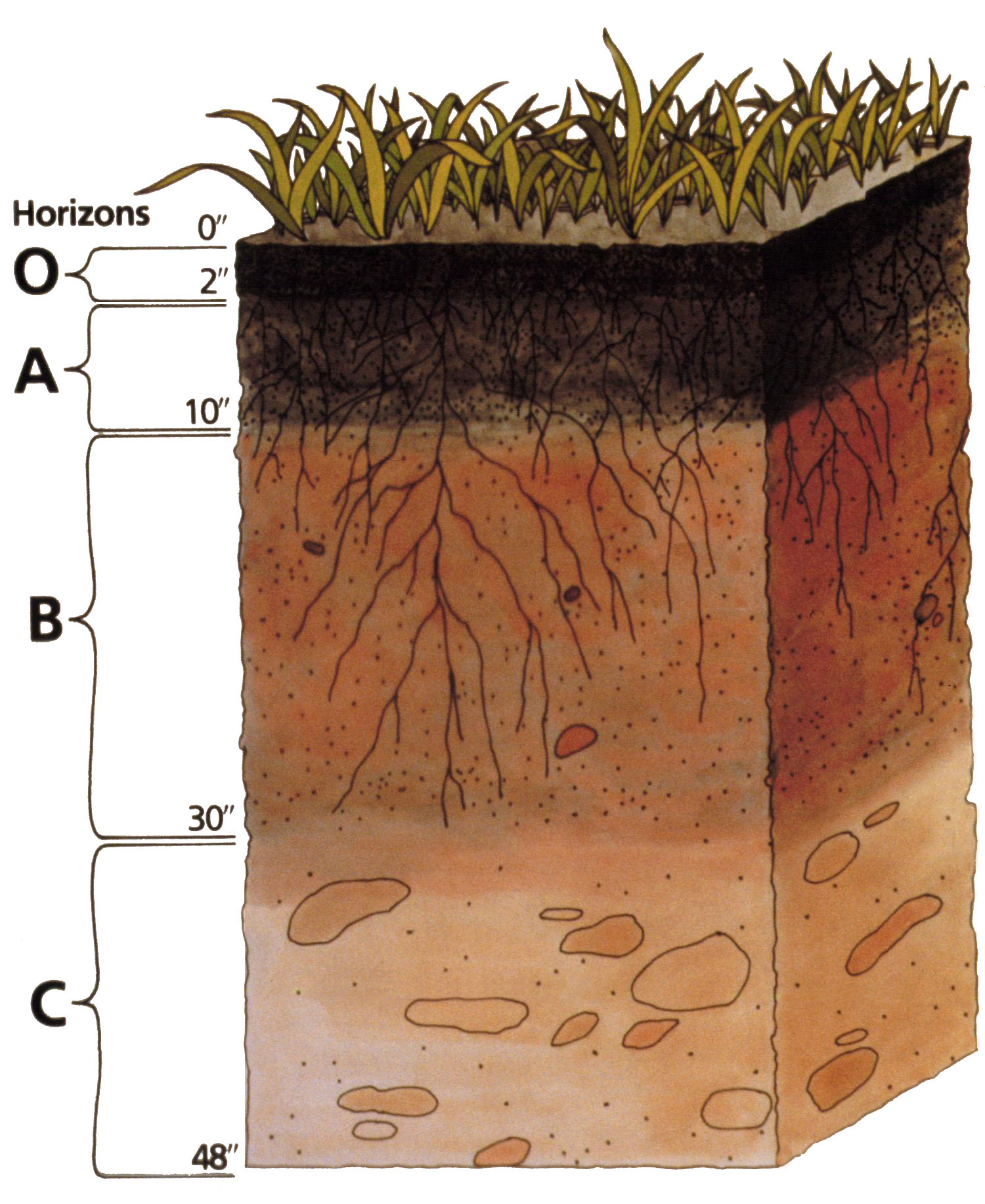
Profil einer typischen Braunerde

## Stellung in der Bodensystematik
Die Braunerden bilden eine Klasse in der Abteilung der Terrestrischen Böden in der deutschen Bodensystematik. Derzeit enthält die Klasse nur den Bodentyp Braunerde. Früher zählte auch der Typ Parabraunerde zu dieser Klasse. In der internationalen Bodenklassifikation World Reference Base for Soil Resources (WRB) gehören die meisten Braunerden zu den Cambisols und – wenn sie aus Sand bestehen – zu den Arenosols mit dem Brunic Qualifier. Humusreiche Braunerden gehören zu den Phaeozems oder Umbrisols und Lockerbraunerden vielfach zu den Andosols. In der US-amerikanischen Soil Taxonomy gehören sie zumeist zu den Inceptisols.

## Geschichte
Der Name Braunerde wurde von Emil Ramann 1905 geprägt und umfasste zunächst auch durch Tonverlagerung geprägte Lessivéböden. Zeitweise wurden stärker verlehmte Braunerden als Braunlehme bezeichnet. Der Bundesverband Boden (BVB), der Ingenieurtechnische Verband für Altlastenmanagement und Flächenrecycling (ITVA) und die Deutsche Bodenkundliche Gesellschaft (DBG) haben die Braunerde zum Boden des Jahres 2008 ernannt.

## Braunerdesubtypen

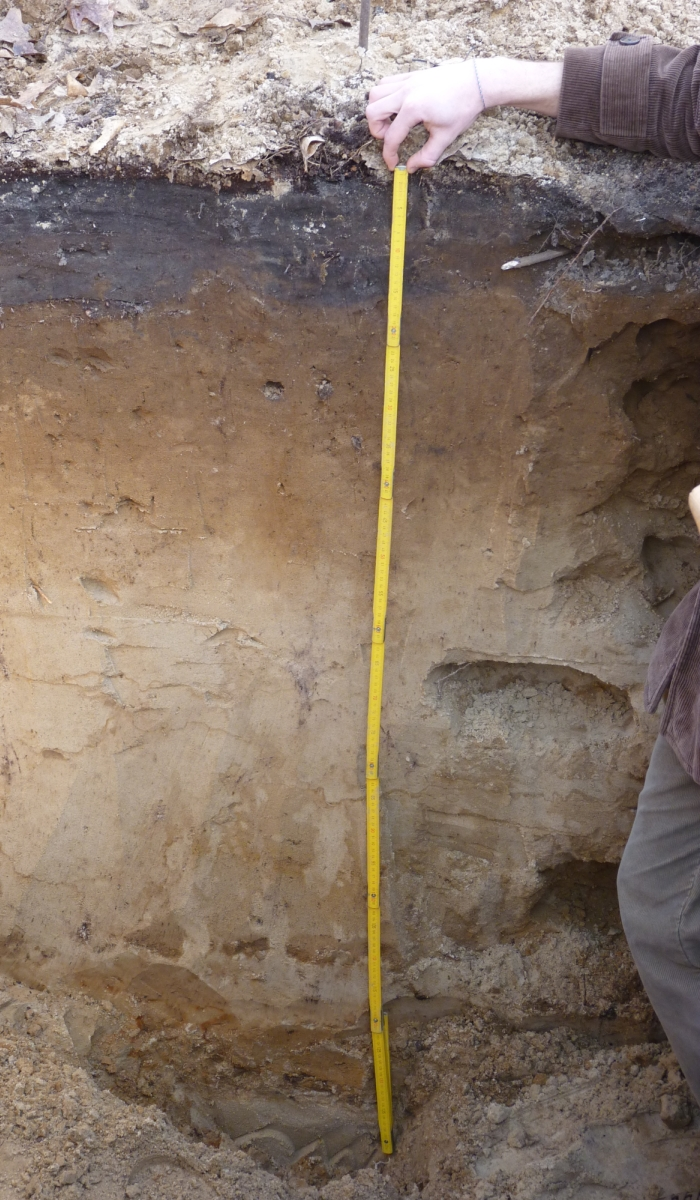
Sand-Braunerde im Berliner Grunewald (Ah/Bv/C)

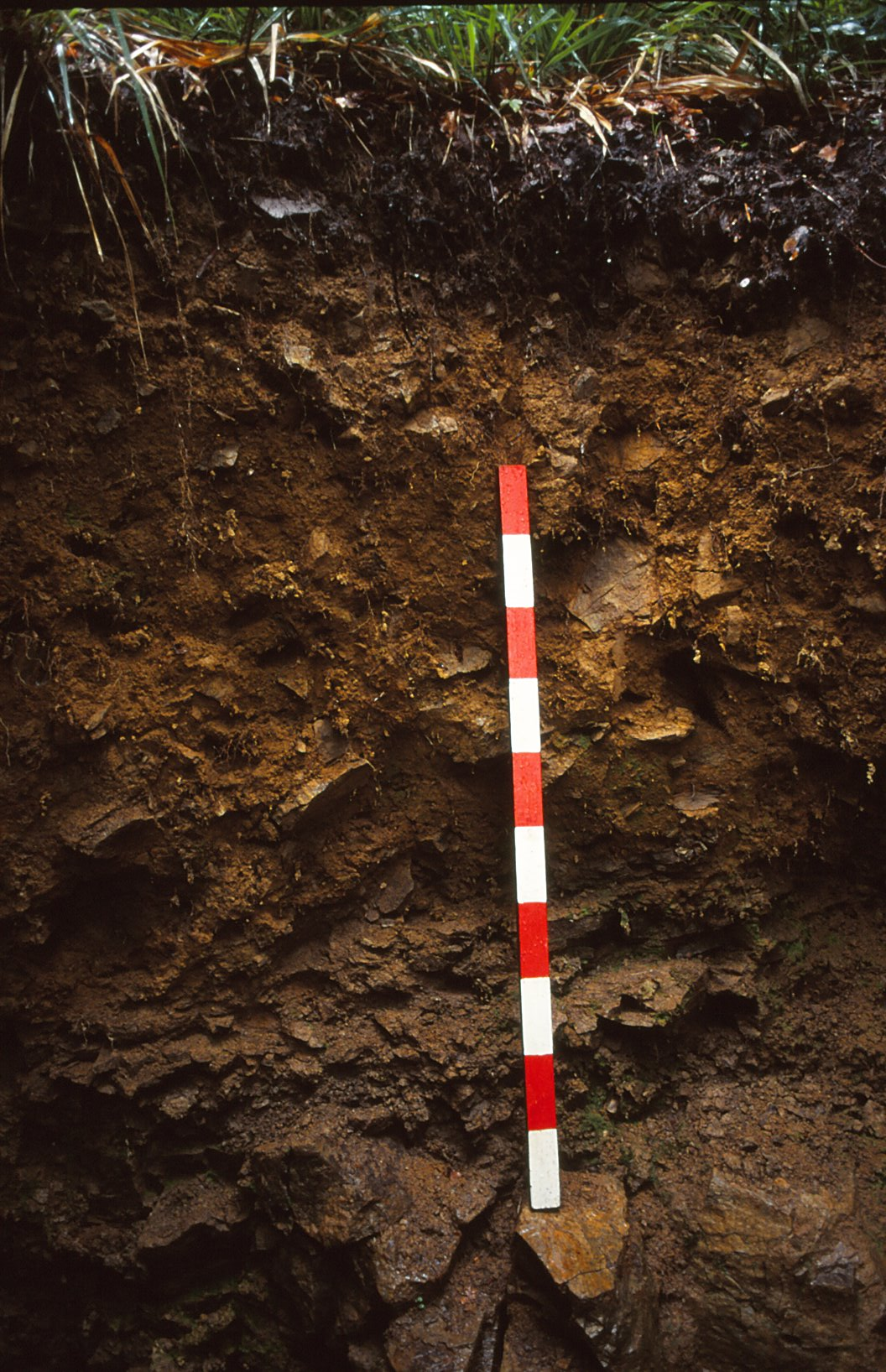
Humusbraunerde (Ah/Ah-Bv/Bv/IIBv/C) in der Montanstufe des Südschwarzwalds.

Je nach Zusatzmerkmalen und Nährstoffreichtum unterscheidet man u. a.:
- (Norm-)Braunerde
  - mit Ah/Bv/C – Profil
- Kalkbraunerde
  - mit A(c)h/Bcv/C(c) – Profil
- Humusbraunerde
  - mit Ah/Ah-Bv/(Bv/)C – Profil
- Lockerbraunerde
  - mit Ah/(Ah-)Bfv/lC – oder Ah/Ah-Bfv/II…- Profil
- Pelosol-Braunerde
  - mit Ah/Bv/IIP/C – Profil
- Podsol-Braunerde
  - mit (Ahe/)Ae/Bhs, Bsh, Bs/(Bhs-Bv/)Bv/C – Profil
- Pseudogley-Braunerde
  - mit Ah/Bv/(Bv-)Sw/(II)Sd – oder Ah/Sw-Bv/(Sd-Bv/)Sd – Profil
- Gley-Braunerde
  - mit Ah/Bv/(Bv-Go, Go-Bv/)Go/Gr – Profil
- Flache Braunerde über Terra fusca
  - mit Ah/Bv/II(Bv-)(r)T/cC – Profil
- Braunerde über Terra fusca
  - mit Ah/Bv/II(Bv-)(r)T/cC – Profil
- Flache Braunerde über Fersiallit
  - mit Ah/Bv/IIrBj/Cj/Cv – Profil
- Braunerde über Ferrallit
  - mit Ah/Bv/IIrBu/Cj/Cv – Profil